# Dendrobium inauditum
Dendrobium inauditum är en orkidéart som beskrevs av Heinrich Gustav Reichenbach. Dendrobium inauditum ingår i släktet Dendrobium, och familjen orkidéer. Inga underarter finns listade i Catalogue of Life.